# Mitsubishi Space Gear
Mitsubishi Space Gear – samochód dostawczy, van produkowany od 1994 do 2007 roku przez firmę Mitsubishi. Nazwa Space Gear funkcjonowała na rynku europejskim, podobnie jak nazwa L400, natomiast na rynku japońskim auto było sprzedawane jako Mitsubishi Delica Space Gear. Samochód został zaprezentowany w 1994 roku i zastąpił model Mitsubishi L300. 
Konstrukcja auta oparta jest na terenowym Mitsubishi Pajero, co w połączeniu z opcjonalnym napędem na cztery koła wraz z reduktorem i możliwością blokady dyferencjałów zapewniało pełne zdolności terenowe.
Nadwozie charakteryzujące się opływowymi kształtami, mogło być cztero lub pięciodrzwiwe, tylne boczne drzwi były przesuwane. Silnik, inaczej niż u poprzednika, znajdował się klasycznie z przodu, pod przednią maską. Napęd przenoszony był na tylną oś lub na cztery koła za pośrednictwem 5-biegowej manualnej lub 4-biegowej automatycznej skrzyni biegów.
Do napędu stosowano silniki benzynowe o pojemności od 2,0 do 3,0 l oraz silniki wysokoprężne o pojemności 2,5 i 2,8 l wyposażone w turbosprężarkę. Napęd na cztery koła był dostępny ze wszystkimi jednostkami napędowymi poza najmniejszym silnikiem benzynowym (2,0 l). Automatyczna skrzynia biegów była standardem w wersji 3.0 V6 i była dostępna jako opcja dla wszystkich pozostałych silników poza słabszym silnikiem Diesla (2,5 l).
Auto było dostępne w dwóch rozstawach osi oraz w dwóch wysokościach dachu. Wnętrze mogło pomieścić do 8 pasażerów.
W 1997 roku przeprowadzono facelifting nadwozia. Zmiany były kosmetyczne, zmodyfikowano przedni zderzak oraz światła. 
W wyposażeniu dodatkowym dostępny był szklany dach w kilku konfiguracjach, a także między innymi: elektrycznie sterowane szyby, centralny zamek, dwustrefowa klimatyzacja, ABS, czołowe poduszki powietrzne oraz elektrycznie sterowane fotele przednie.
Produkcję modelu Space Gear zakończono w 2007 roku, w październiku 2006 roku zaprezentowano następcę – Mitsubishi Delica D5, jednak nie jest on oferowany na europejskim rynku.
Na licencji Mitsubishi Space Gear produkowany był w latach 1997–2007 Hyundai H1.

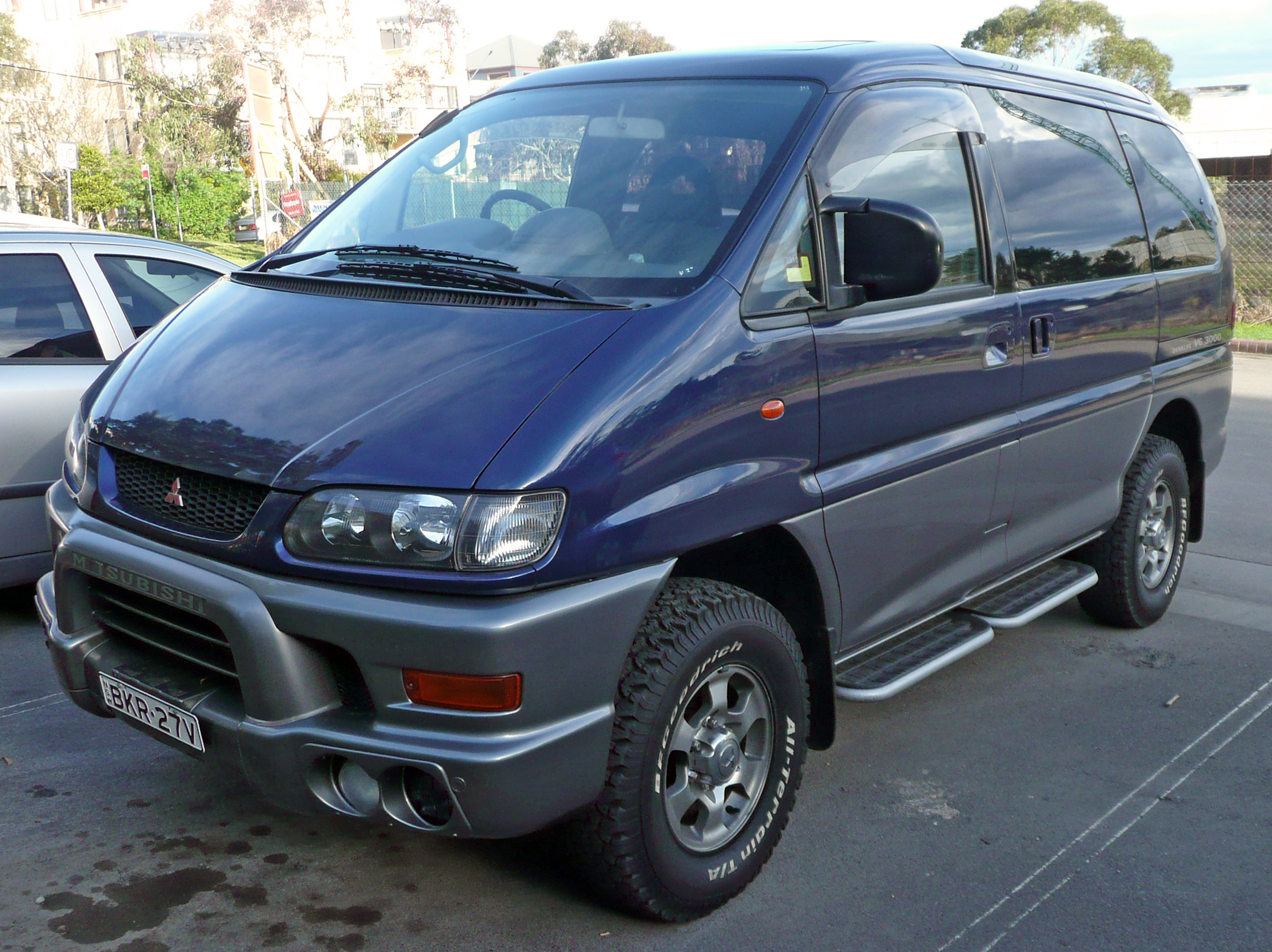
Mitsubishi Space Gear 4WD po modernizacji

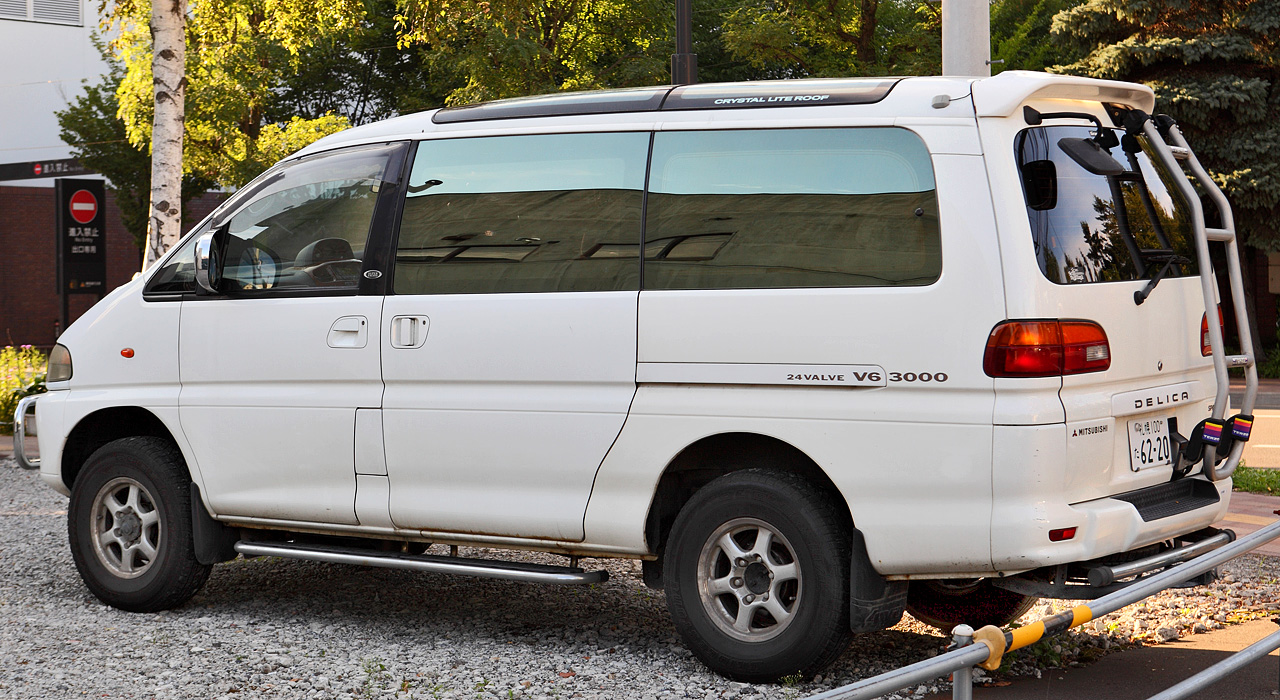
Mitsubishi Delica Space Gear 4WD – wersja długa

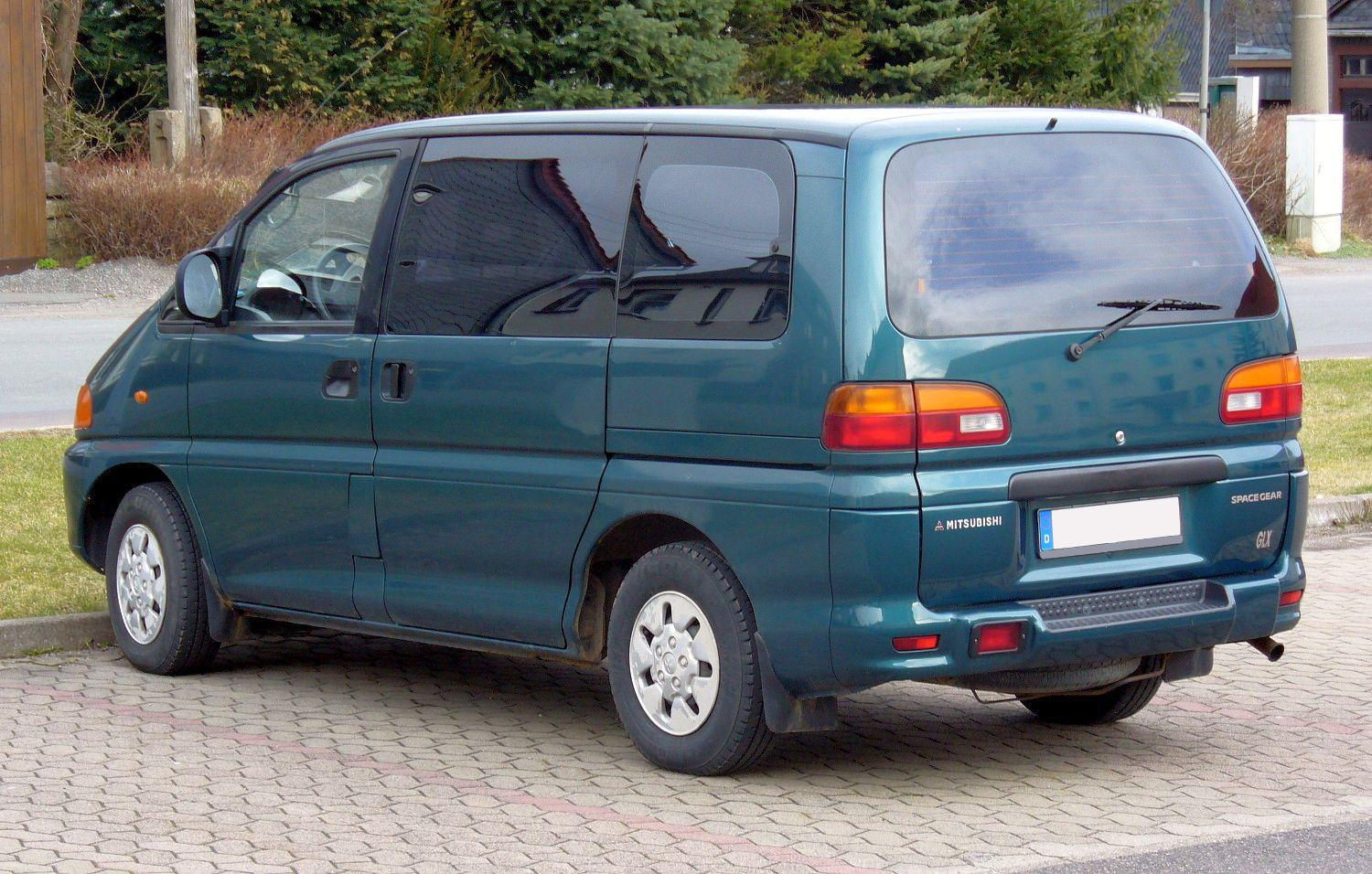
Mitsubishi Space Gear przed modernizacją – tył